# Џералд Форд
Џералд Рудолф Форд Млађи (енгл. Gerald Rudolph Ford Jr.; Омаха, 14. јул 1913 — Ранчо Мираж, 26. децембар 2006), рођен као Лесли Линч Кинг Млађи (енгл. Leslie Lynch King Jr. и име промењено после поновне удаје његове мајке, био је 40. потпредседник (1973—1974), и 38. председник (1974—1977) САД. Дипломирао је на Универзитету Мичиген и Јејловој правној школи и служио у Америчкој ратној морнарици током Другог светског рата. Године 1948. године се оженио Елизабет Блумер и био је изабран као републиканац да представља Мичиген у Представничком дому Конгреса где је служио од 1949. до 1973. године. Био је и члан Воренове комисије која је истраживала убиство председника Џона Ф. Кенедија. Никсон га је поставио за потпредседника 1973. године након што је Спиро Егњу поднео оставку а постао је председник САД 1974. године када је Никсон поднео оставку због афере Вотергејт. На изборима 1976. године је био поражен од стране Џимија Картера. Преминуо је у 94. години у својој кући у Калифорнији. Остао је познат као једини председник САД, који је служио, а да није био изабран ни као потпредседник, ни као председник.